# Morchella spongiola
Morchella spongiola (Émile Boudier, 1897) din încrengătura Ascomycota, în familia Morchellaceae și de genul Morchella este o specie de ciuperci comestibile saprofită probabil nici măcar foarte rară, ci doar confundată cu ciuperci asemănătoare mai bine cunoscute. O denumire populară nu este cunoscută. Acest burete se dezvoltă în grupuri mici sau solitar, și se poate găsi în România, Basarabia și Bucovina de Nord pe sol umed în toate felurile de pădure mai ales pe lângă pini respectiv frasini. Timpul apariției este de la începutul lui aprilie până la sfârșitul lui iunie.

## Taxonomie

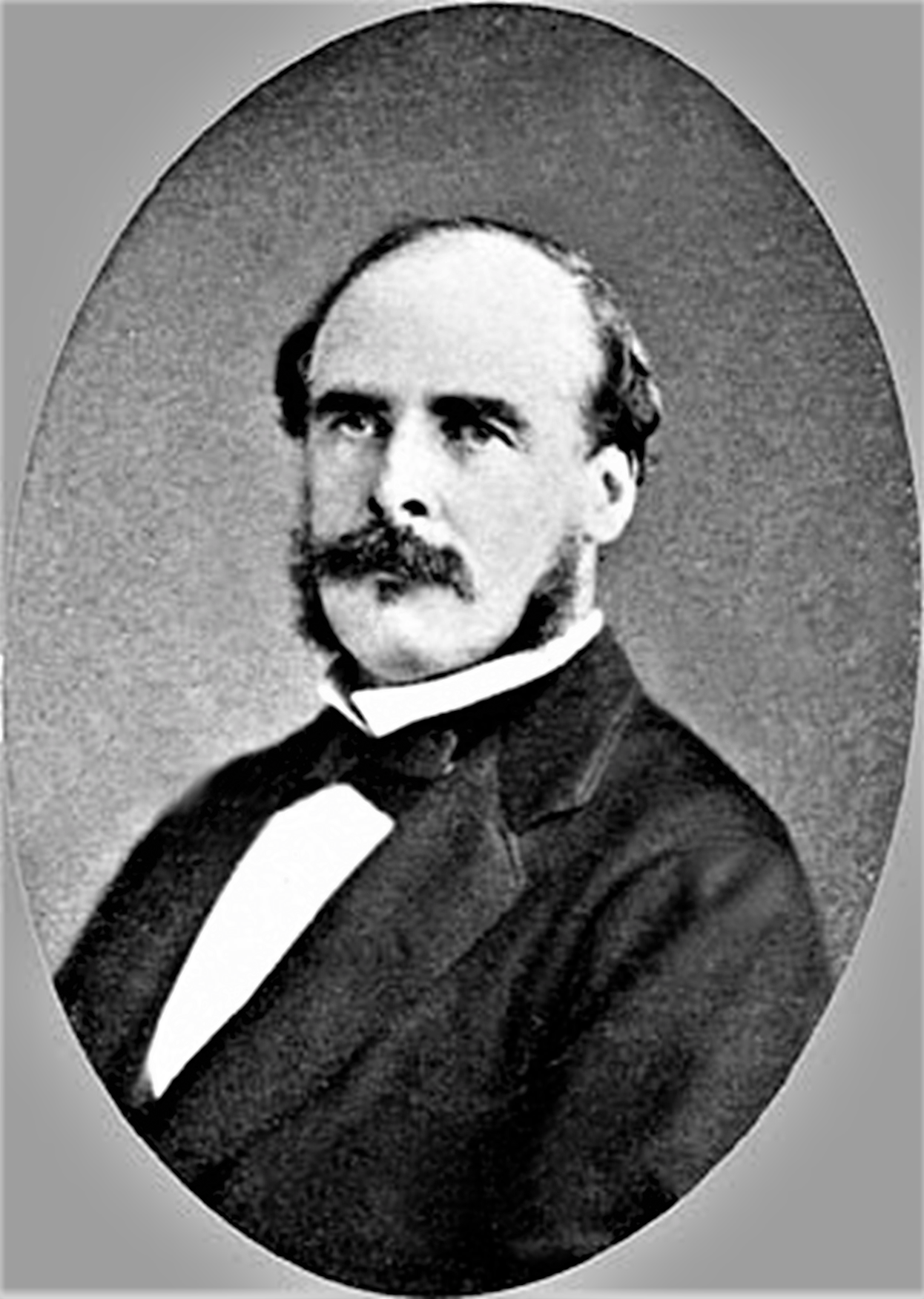
Émile Boudier, 1910

Numele binomial Morchella spongiola a fost determinat de micologul francez Émile Boudier în volumul 13 al jurnalului micologic Bulletin de la Société mycologique de France din 1897.
Alte denumiri nu sunt cunoscute în afară de variația Morchella spongiola var. dunensis creată de compatriotul lui Émile Boudier, anume Roger Heim, din 1957.
Taxonomia speciilor în genul Morchella s-a complicat. Nu cu mult timp în urmă, sa crezut pe scară largă că ar exista foarte puține specii distincte de specia Morchella: într-adevăr, unele autorități au recunoscut doar trei din întreaga lume. În ultimul timp, studii moleculare au arătat că există mai multe zeci de specii diferite și că, de exemplu, zbârciogii europeni și nord-americani care pot arăta foarte asemănător, nu sunt co-specifici în cele mai multe cazuri.
Epitetul specific este derivat din cuvântul latin (latină spongias=burete), datorită aspectului al corpului fructifer.

## Descriere

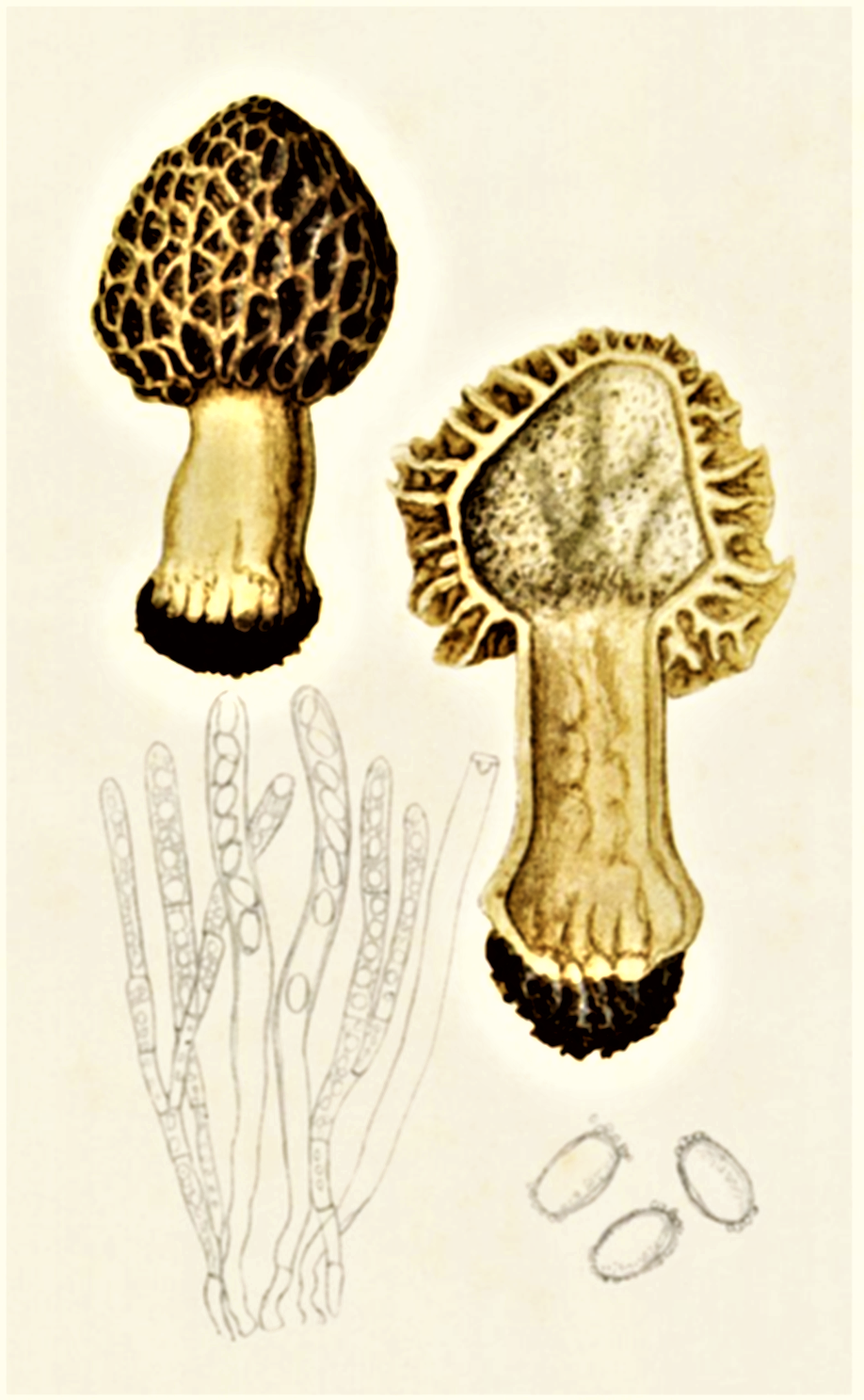
Bres.: Morchella spongiola

- Corpul fructifer: ovoidal până la larg conic, spongios, pediculat are o înălțime de 5-7 cm și o lățime de 3-5,5 cm în cel mai lat punct, partea inferioară fiind goală. Coastele care nu cuprinde marginea alveolară sunt sinuoase, ramificate, anastomozate, ciliate pufos și măsoară 0,5-01 x 0,2-0,5 μm. Alveolele sunt numeroase, mici (până la 4 X 3 mm), adânci, foarte neregulate și mai mult sau mai puțin contorsionate, sucite și la bază încrețite. Coloritul la început gri pal cu o tentă gălbuie devine cu timpul gri-maroniu până brun deschis, crestele fiind de culoare mai deschisă.
- Piciorul: aproape alb de 3-4,5 cm lungime și de 1–1,5 (2) cm lățime este separat, larg clavat sau mai mult sau mai puțin de grosime egală cu baza ușor lărgită și brăzdată, având o suprafață poroasă, presărată cu mici granule cleioase. Coloritul este alb cu granulație murdară. Pe dinăuntru, tija este albicioasă, sterilă, pubescentă și goală în sus, dar nu rar ușor camerală spre bază, pereții fiind cleios-granulari.
- Carnea: este albicioasă, ceroasă, și puțin sfărâmicioasă, cu gust savuros și miros plăcut, tipic de zbârciogi, mai în vârstă ceva de pește prăjit.[3][4]
- Caracteristici microscopice: are spori elipsoidali, hialini, fără picături uleioase în interior, cu pereți netezi și o mărime de 20-(23) x (11) 12-(14) 15 microni. Pulberea lor este albă de fildeș până crem. Ascele cilindrice, îngust clavate și hialine, de obicei cu 7–8 spori per ască într-un singur rând), sunt neamiloze, la vârf cu baza rotundă și îngustă, măsurând 150,3–195,1 × 13–18,3 microni. Parafizele între asce sunt lungi, de obicei de aceeași mărime ca acele, clavate, septate cu mai multe septe spre bază, ramificate, nodulare, puțin mai late în vârf cu o dimensiune de 162,3–217 × 13,8–22,6 microni. Himeniul de până la 296 μm este gros, compus din hife brune, dispuse paralel cu himenul. Celulele la coaste de 109–160,8 × 11,8–18,7 μm sunt dispuse hifal și deschis brune.[9]
- Reacții chimice: nu sunt cunoscute.[3][4]

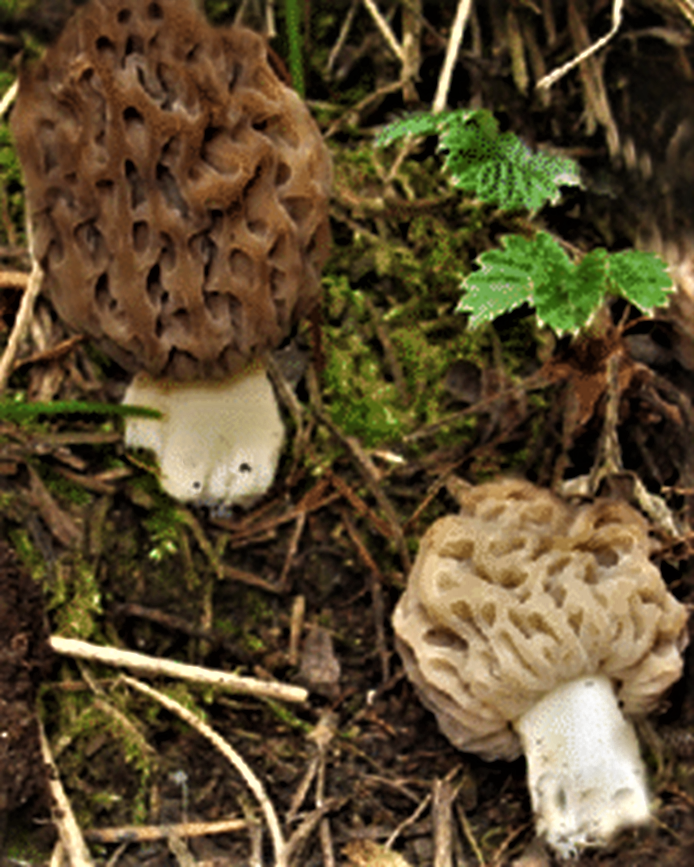
M. spongiola tânără și matură

## Confuzii
Morchella spongiola poate fi confundată ușor cu alte specii de genul Morchella, de exemplu cu Morchella crassipes, Morchella deliciosa, Morchella elata, Morchella elatoides Jacquet, Morchella esculenta Morchella pragensis, Morchella rotunda Morchella tridentina sin. Morchella frustrata, sau Morchella steppicola, Morchella vulgaris sau Verpa bohemica.

## Ciuperci asemănătoare în imagini

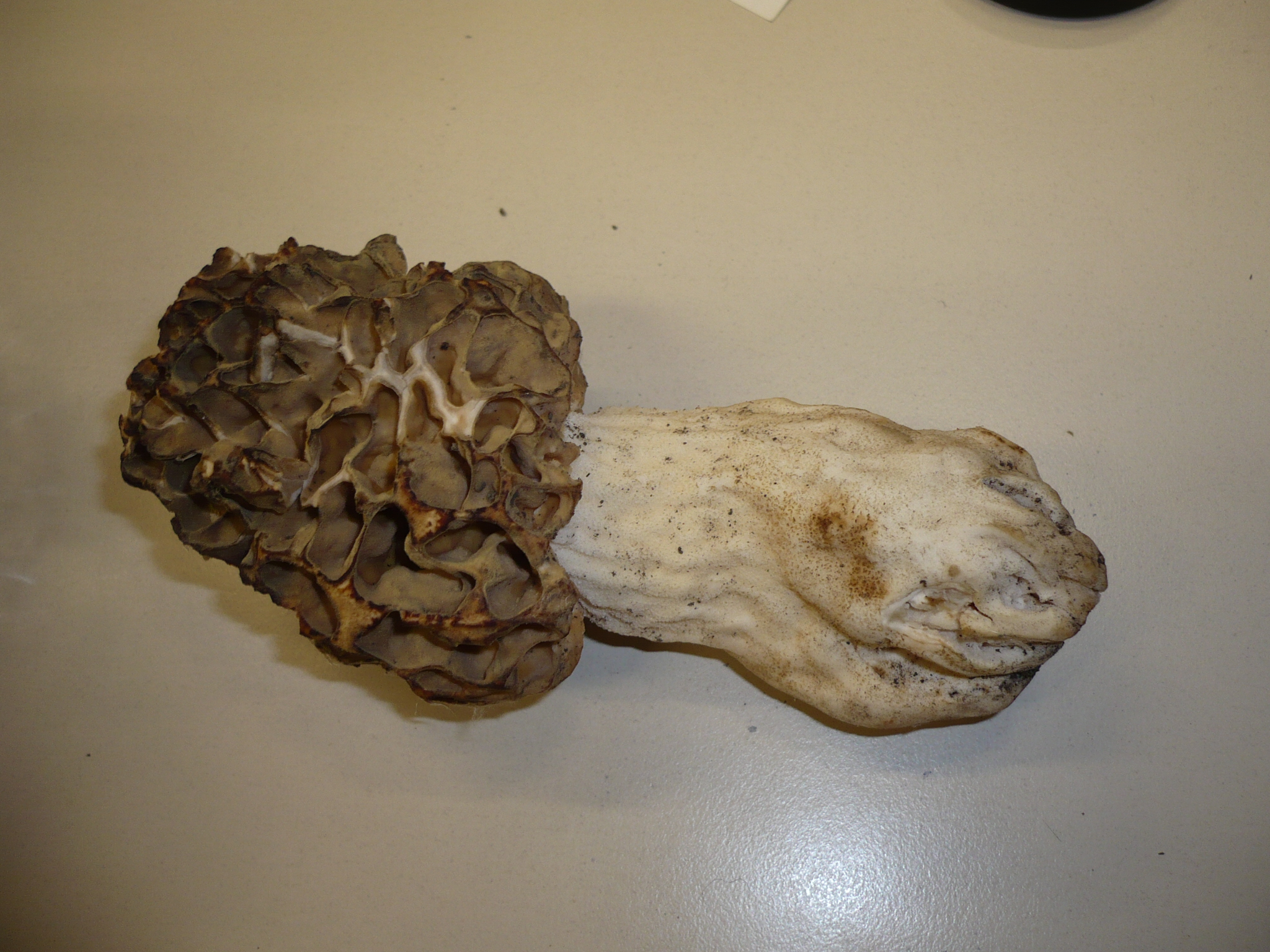
Morchella crassipes
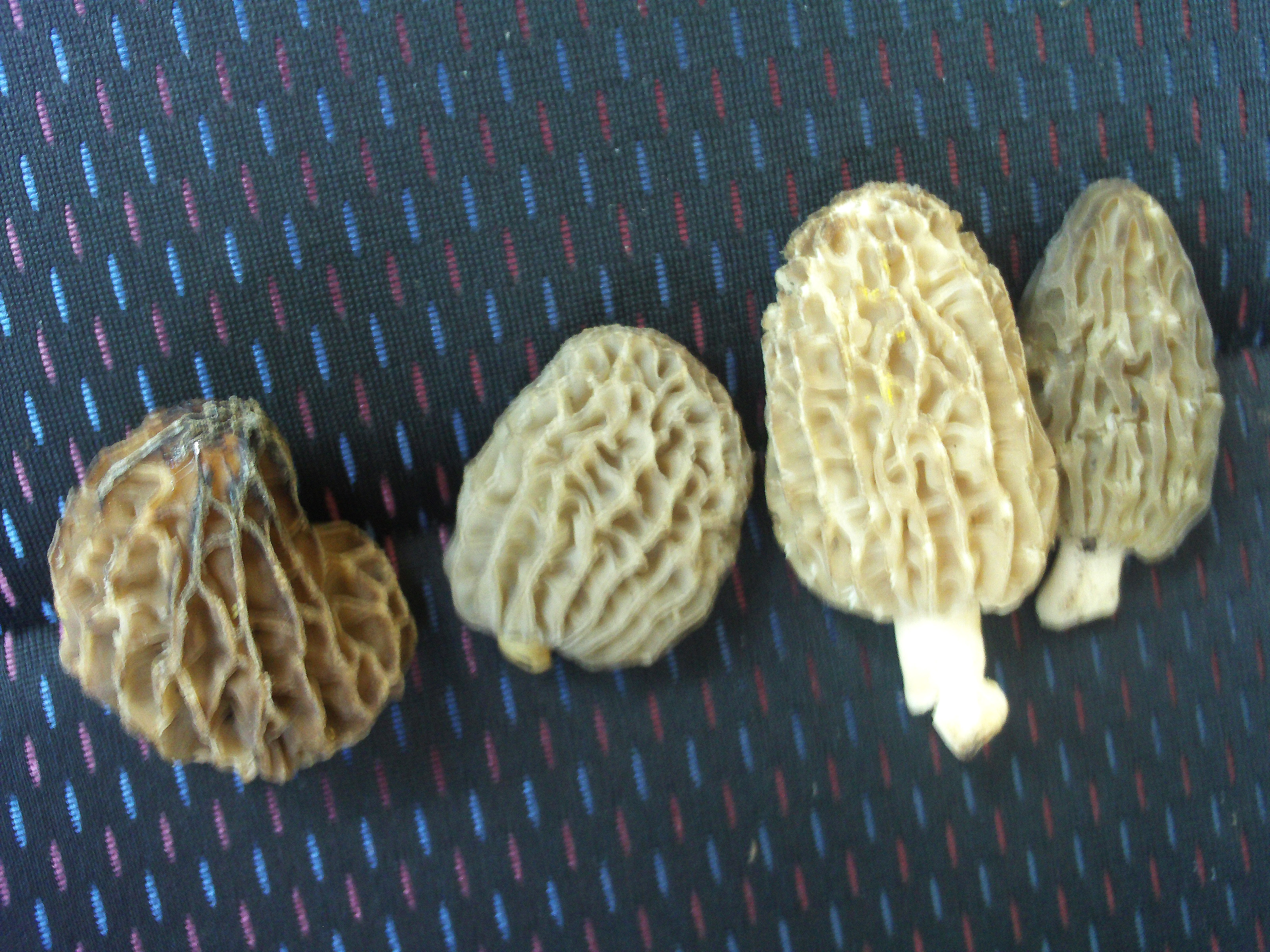
Morchella deliciosa
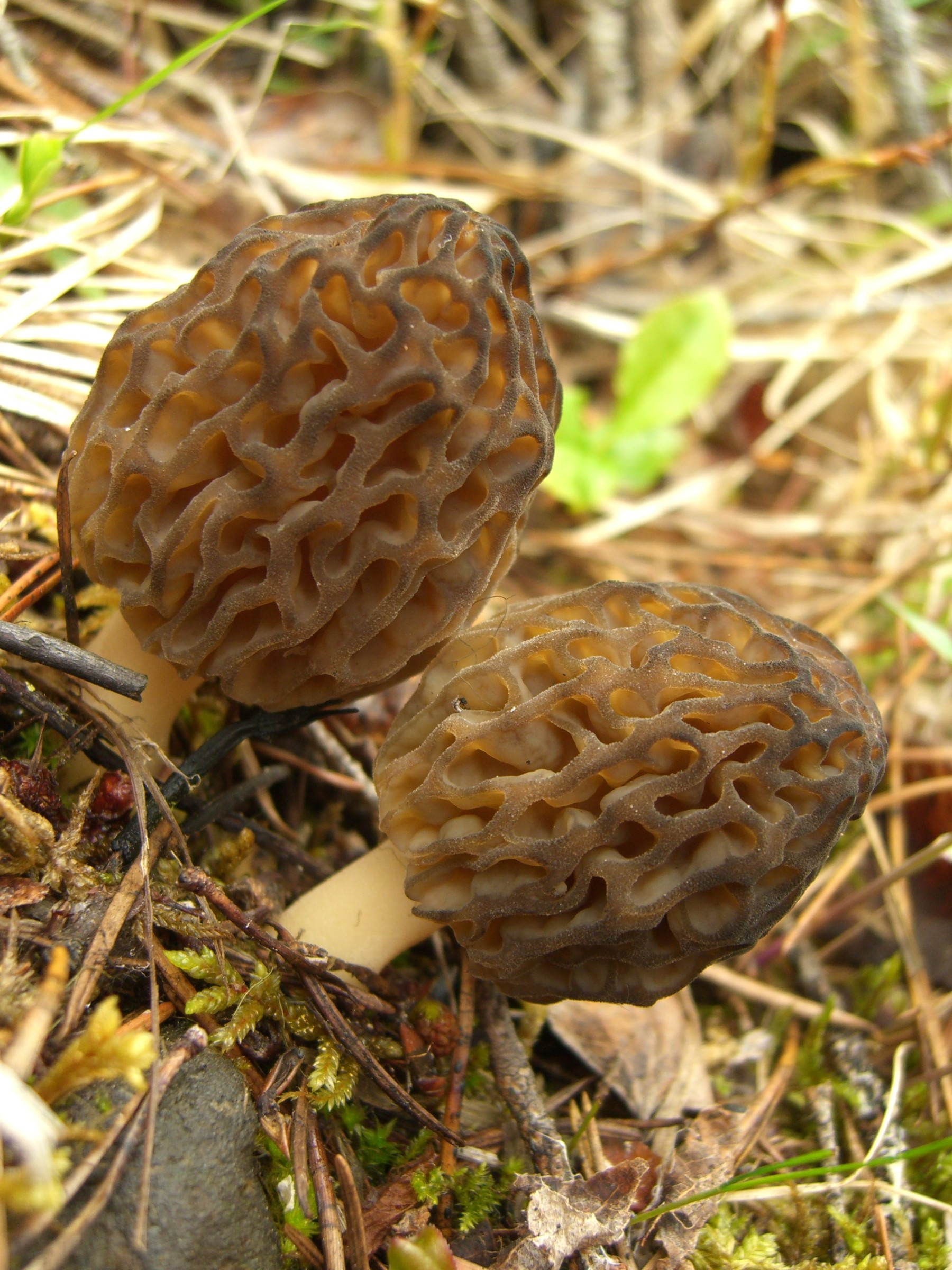
Morchella elata
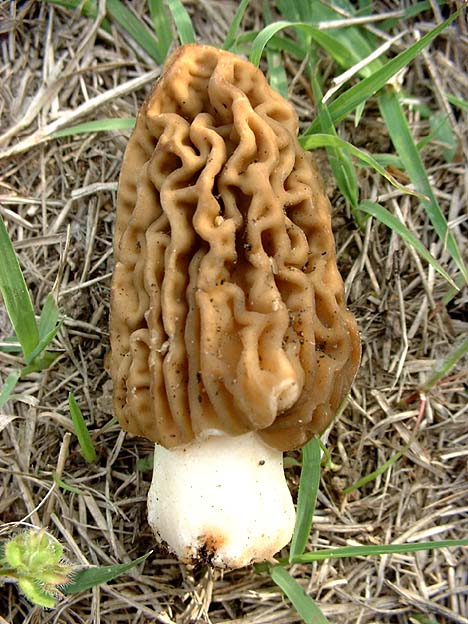
Morchella elatoides

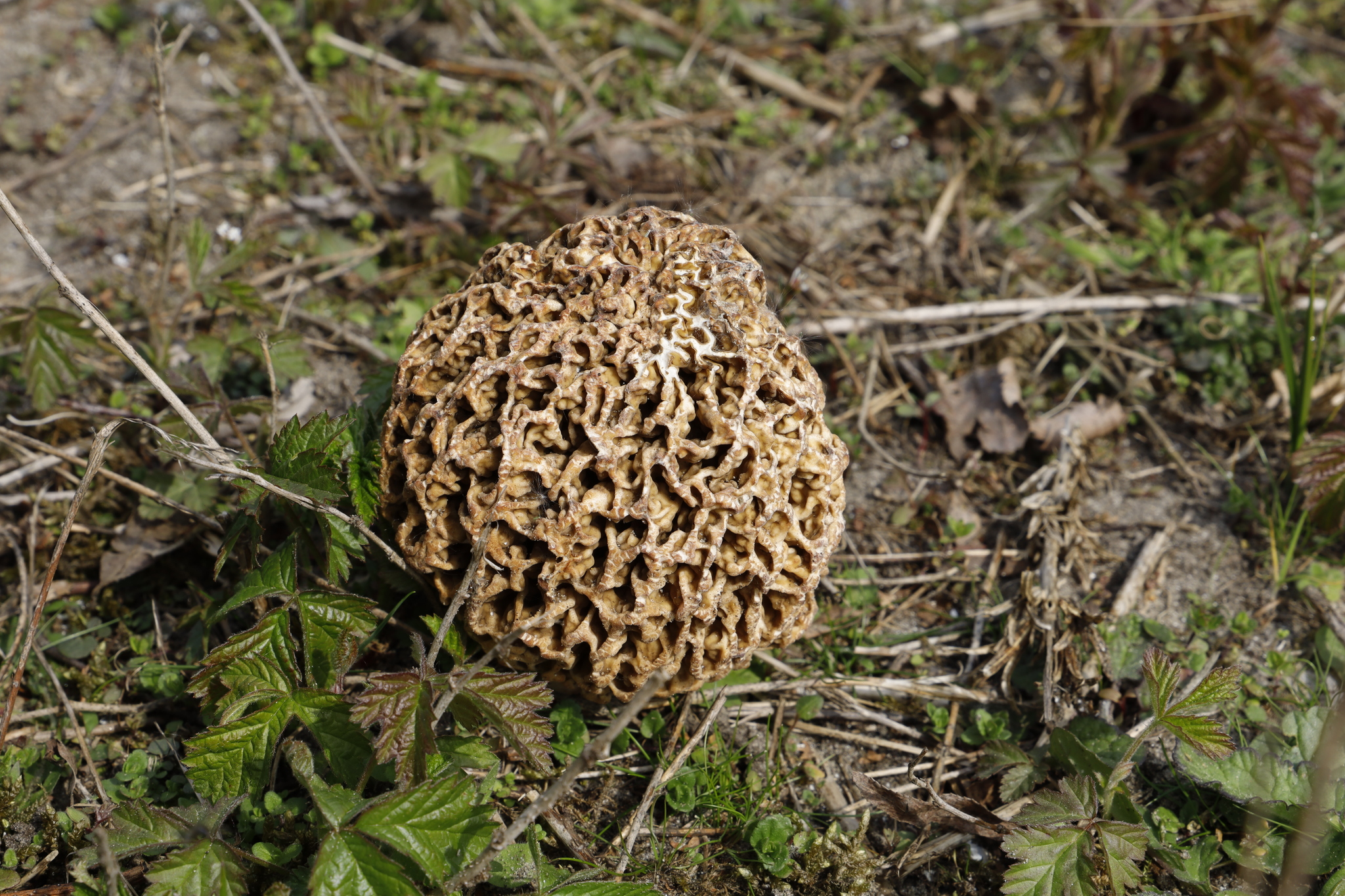
Morchella esculenta
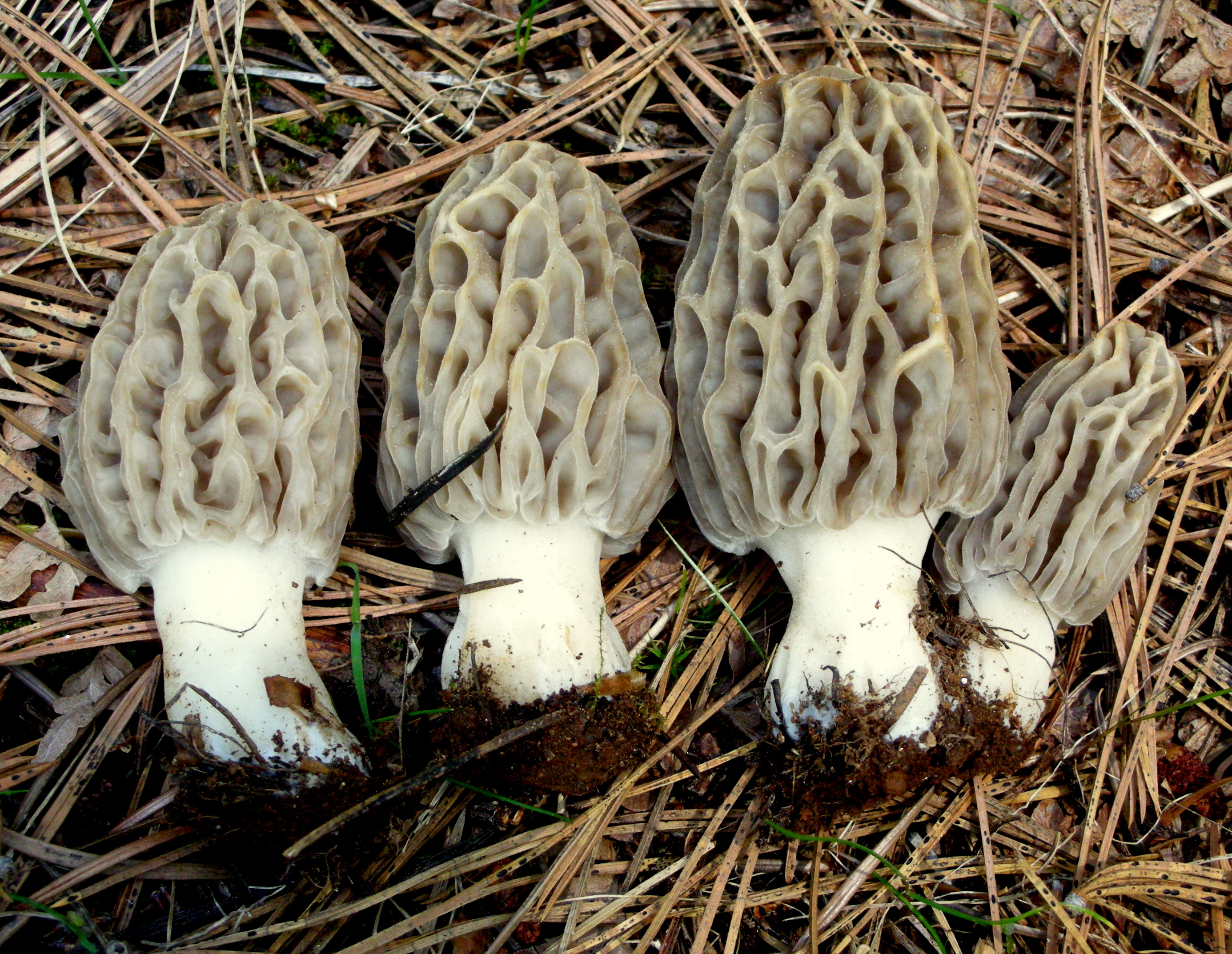
Morchella frustrata
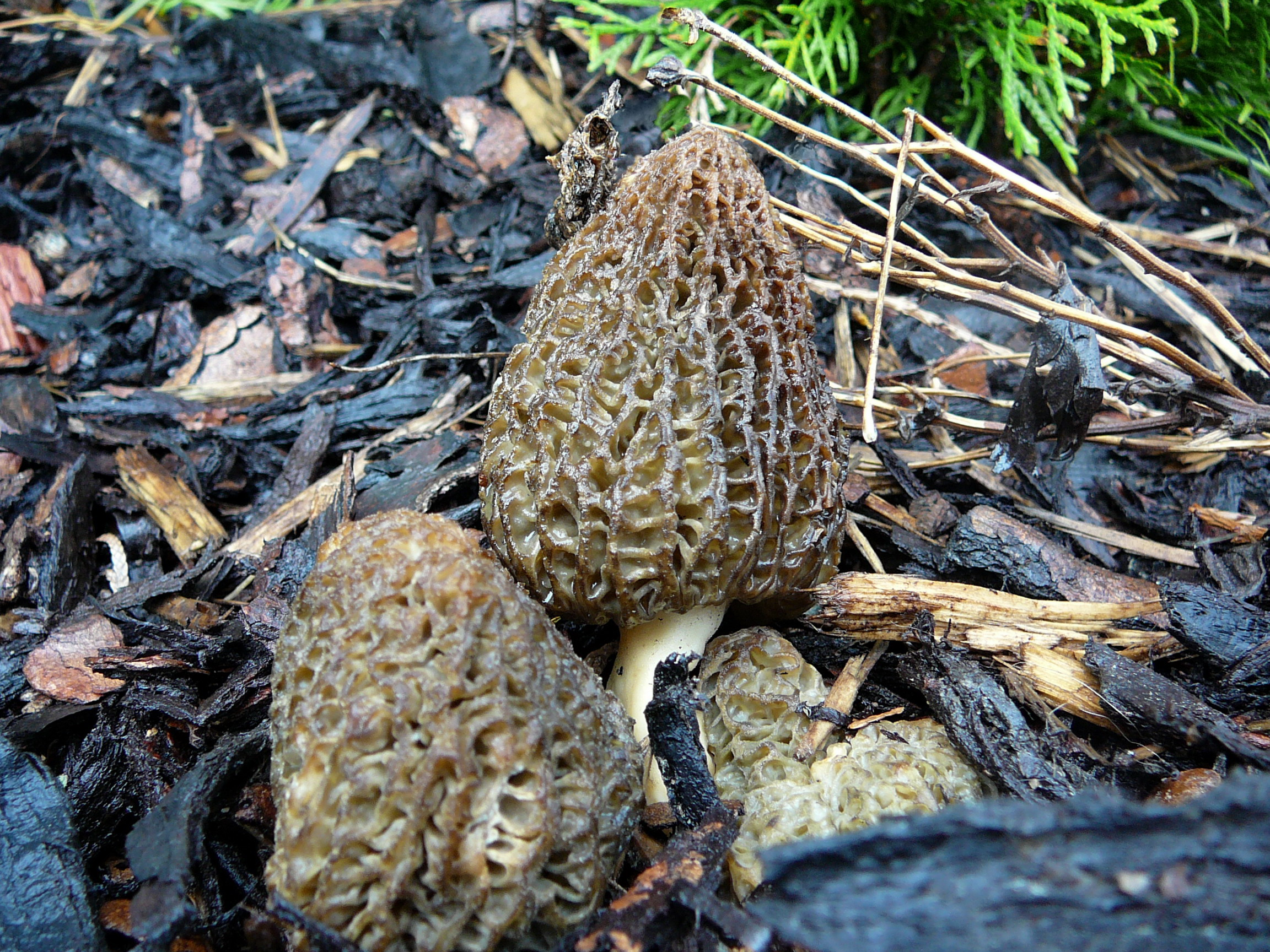
Morchella pragensis
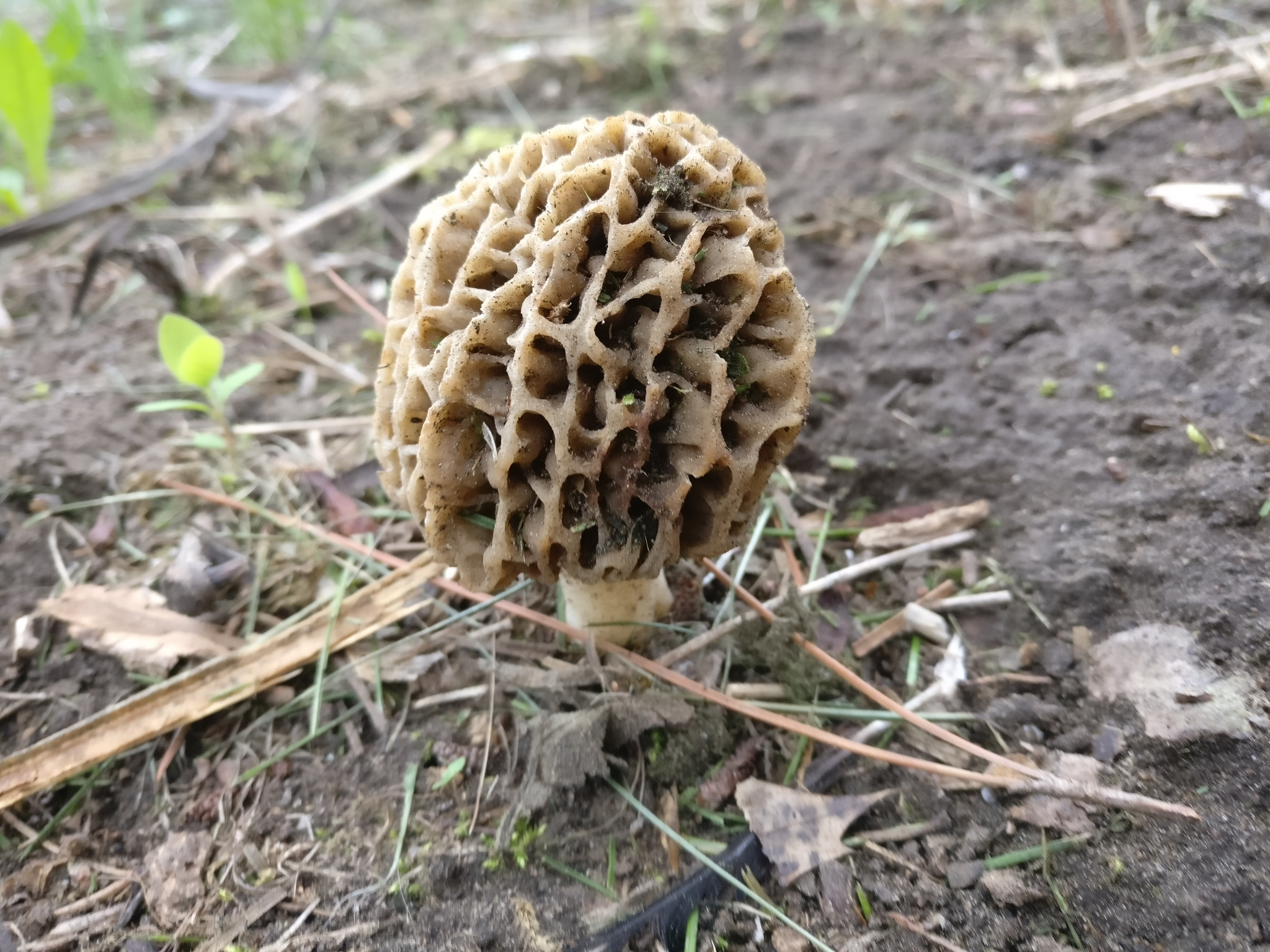
Morchella rotunda

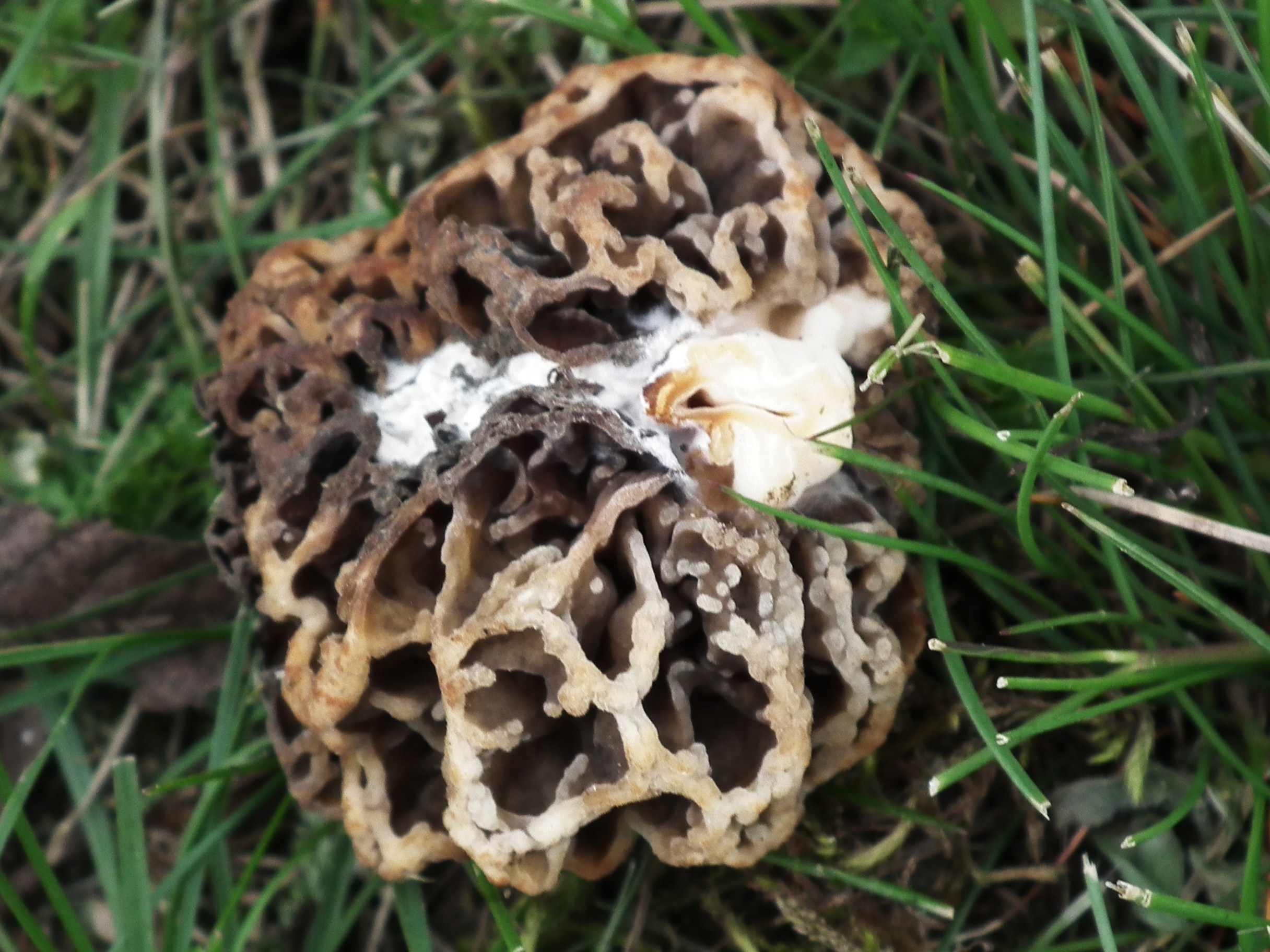
Morchella tridentina
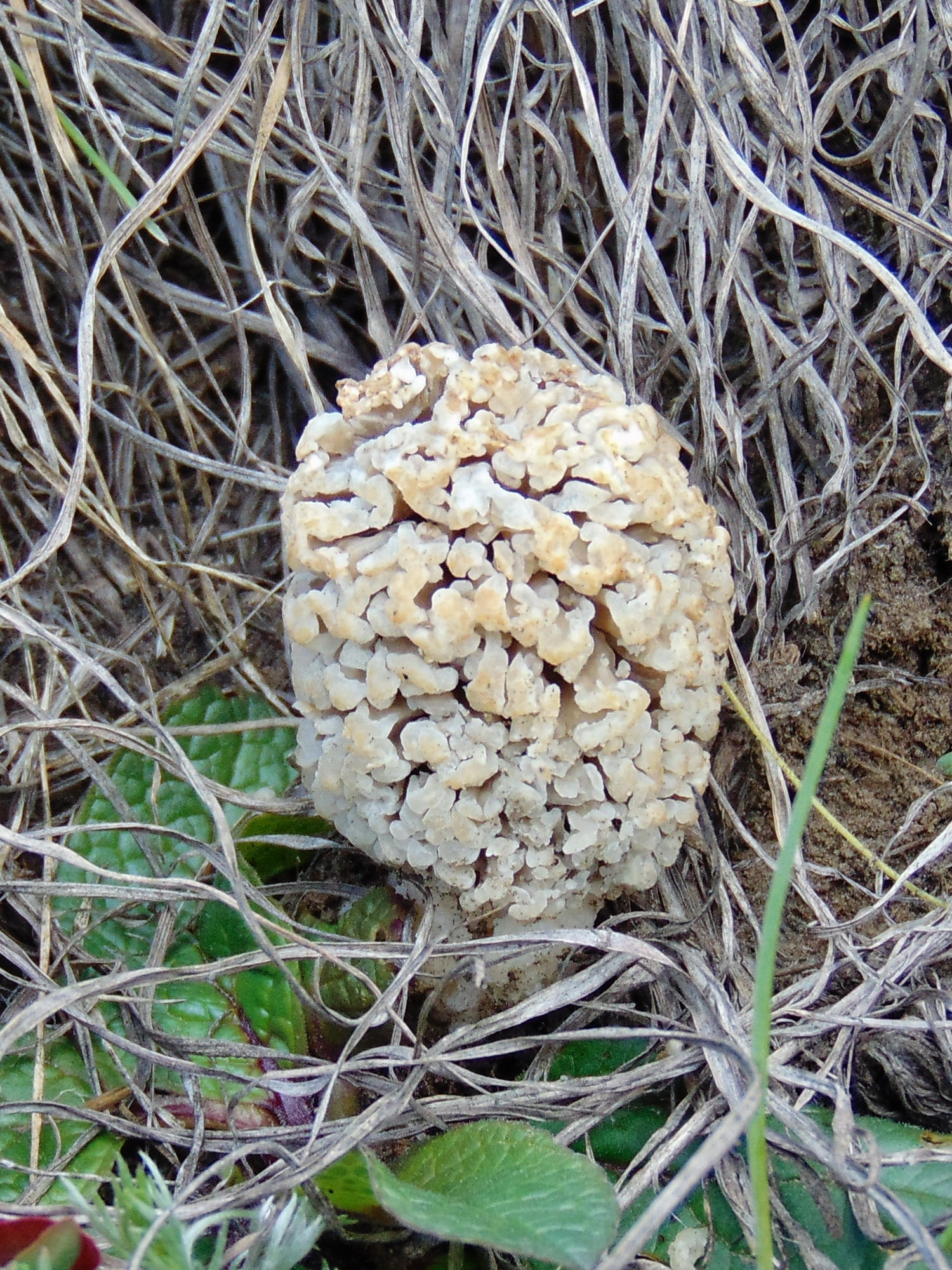
Morchella steppicola
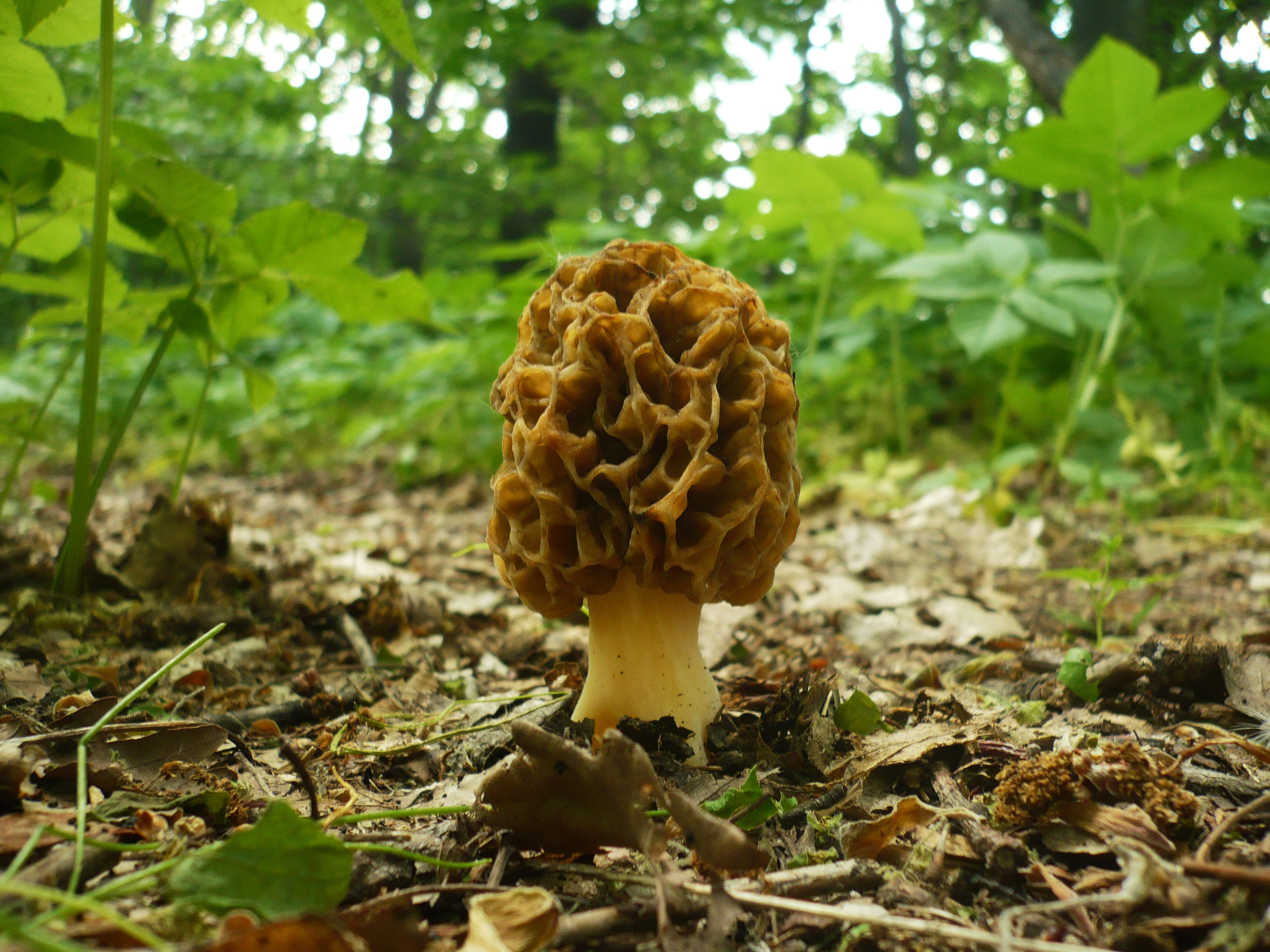
Morchella vulgaris
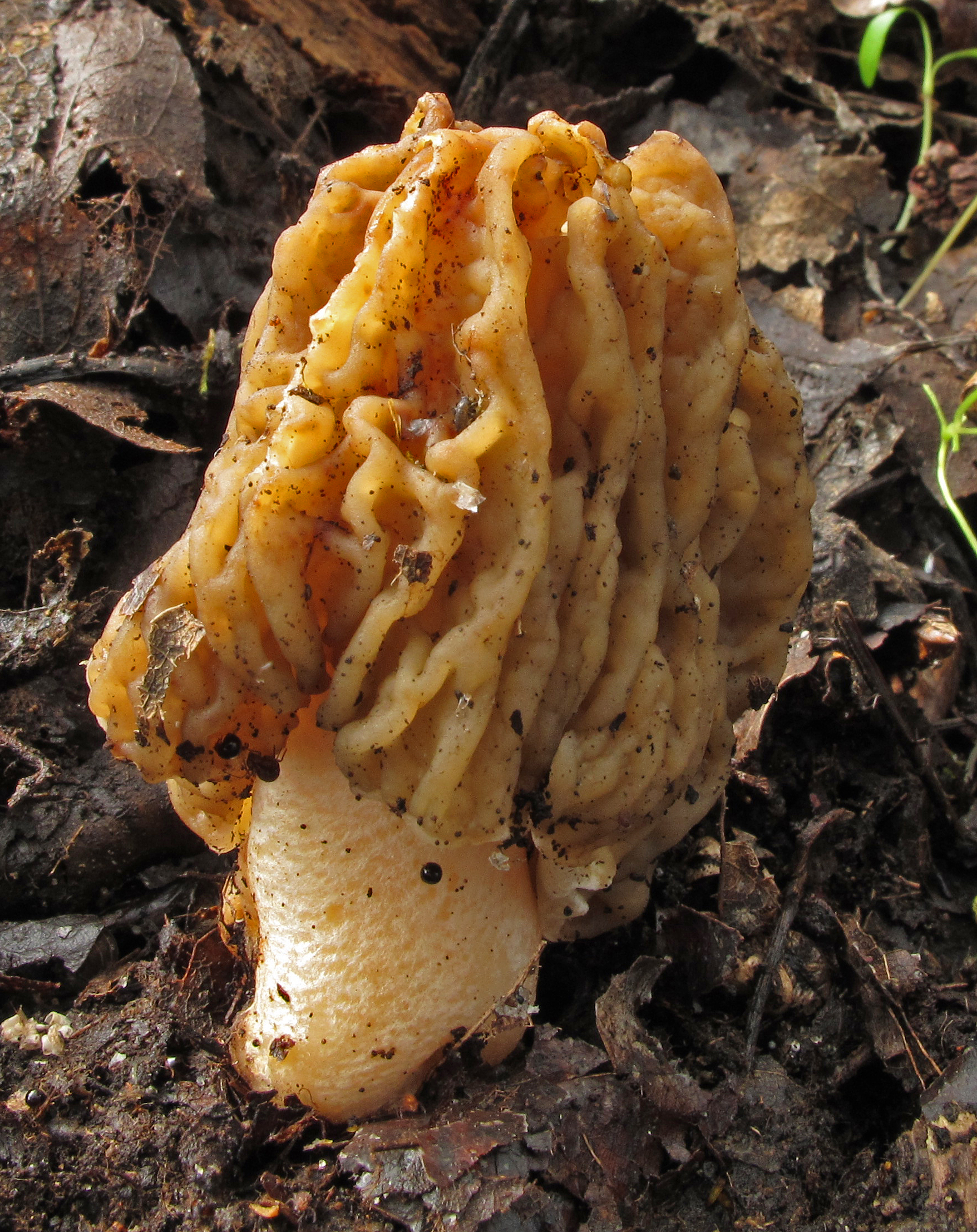
Verpa bohemica

## Valorificare
Mai întâi trebuie menționat că și acest zbârciog nu poate fi mâncat crud pentru că conține puțină hidrazină ca toți zbârciogii care însă se dizolvă în timpul fierberii. De asemenea, consumat în porții mari, poate crea reacții neplăcute la persoane sensibile, pentru că buretele este cam greu de digerat.
Morchella spongiola este de calitate gastronomică foarte bună. Ea poate fi pregătită ca Morchella esculenta. Uscați și preparați după înmuiat, bureții dezvoltă un gust și miros mai intensiv (folosiți și apa de înmuiat filtrată printr-o sită). Este recomandat, de nu a folosi piciorul, pentru că acesta devine după înmuiere gomos.